# Boško Ǵurovski
Boško Ǵurovski (in macedone Бошко Ѓуровски?; in serbo Бошко Ђуровски?, Boško Đurovski; Tetovo, 28 dicembre 1961) è un allenatore di calcio ed ex calciatore macedone, di ruolo centrocampista, attuale tecnico del Grafičar Belgrado.

## Biografia
È fratello di Milko Ǵurovski.

## Carriera

### Giocatore
Debutta da professionista nel 1978 con la Stella Rossa di Belgrado, di cui diventa uno dei pilastri, giocando per ben 11 stagioni consecutivi, vincendo quattro campionati della RSF di Jugoslavia e due Coppe di Jugoslavia.
Nell'estate del 1989 si trasferisce in Svizzera, al Servette dove gioca per altre sei stagioni, vincendo il campionato 1993-1994.

### Allenatore
Inizia la carriera di allenatore proprio al Servette, vice allenatore di Gérard Castella e di Lucien Favre, prima di rientrare in Jugoslavia, e ricoprire, tra il 2001 e il 2002, lo stesso ruolo nella Stella Rossa.
Nel novembre 2002, dopo essere stato per soli quattro mesi alla guida del Radnički Obrenovac, diventa l'allenatore del Rad Belgrado.
Dopo un periodo di pausa, nel marzo 2007, assume la guida della Stella Rossa, dopo l'esonero di Dušan Bajević, che guida alla vittoria del campionato 2006-2007 e della Coppae di Serbia 2007. L'inizio della stagione 2007-2008 e la precoce eliminazione dalla Champions League 2007-2008, gli valgono l'esonero.
All'inizio del 2008 segue Dragan Stojković, sempre come vice, in Giappone, al Nagoya Grampus.
Il 27 novembre 2013 diventa il nuovo commissario tecnico della Macedonia, firmando un contratto biennale con opzione per un rinnovo fino al 2018.
L'8 febbraio 2016, due settimane dopo aver accettato di general manager del Servette, decide di rinunciare a questo incarico invocando ragioni personali.

## Palmarès

### Giocatore
- Campionato jugoslavo: 4

Stella Rossa: 1979-1980, 1980-1981, 1983-1984, 1987-1988
- Coppa di Jugoslavia: 2

Stella Rossa: 1981-1982, 1984-1985
- Campionato svizzero: 1

Servette: 1993-1994

### Allenatore
- Campionato serbo: 1

Stella Rossa: 2006-2007
- Coppa di Serbia: 1

Stella Rossa: 2007